# Фрањa Копша
Фрања Копша (Вилдалпен, 1840 – Врање, 26. мај 1898) био је лекар и народни добротвор. Његов отац Филип Копша је такође био лекар.

## Живот и ангажовање у Србији
Доктор Копша дошао је из Идрије у Србију 1875. године. Са собом је донео медицинско знање и искуство. Основну школу је завршио у Идрији, гимназију у Љубљани и Горици. Матурирао у Трсту, медицинске студије уписао у Бечу. Медицински факултет завршио је 1871. године. У свом образовању и непрестаном духовном усавршавању ослањао се на познавање античке културе, знање грчког и латинског језика, и одлично познавање енглеског, француског, немачког и италијанског. Српски је говорио као да му је матерњи.
Оженио се 1875. године девојком Антонијом. Исте године долази за Србију, у Београд, и бива постављен за окружног и мајданског лекара у Крупњу. Учествује као добровољац у ратовима Србије за ослобођење од Турака 1876-1878. Са трупама генерала Јована Белимарковића учествује у ослобођењу Врања 31. јануара 1878.године. Указом од 7. фебруара 1879. године “за контрактуалног физикуса округа врањског, поставља се Фрања Копша“. Словенац је заволео Врање и Врањанце. Тешко му је пао премештај у Лозницу 1889. године. Врањанци су слали неколико депутација у Београд краљу и на крају се изборили да се Доктор Копша врати у Врање.
По ослобођењу Врања од Турака, шумадијски корпус генерала Белимарковића смешта корпусну болницу у кућу сина врањског Хусеин-паше. У корпусној болници је радио Фрања Копша, који још није био демобилисан. 7. фебруара 1879.година Копша је био постављен за контрактуалног лекара округа Врањског. Србија је тада имала само 37 лекара.

## Оснивање окружне болнице
После ратова за ослободјење и независност Србије од отоманске империје 1876-1878. Србија се увећала за четири округа (Нишки округ, Пиротски округ, Топлички округ и Врањски округ) и за 300.000 становника. То је створило додатне проблеме између осталог и у организовању здравствених установа. Требало је основати окружну болницу. Тог тешког задатка се прихватио Фрања Копша. Болница је званично отворена 2. јануара 1882. година у згради Сулејман-беговог конака. Род са винограда око болнице као и остала летина са те земље, продавани су како би се намирили потребе ове прве врањске здравствене установе.
Доктор Фрања Копша формира малу привремену болничку апотеку. Пракса је била да се лекови набављају од приватних апотека. Привремена апотека је престала да постоји отварањем прве савремене апотеке мр Велимира Карића.
Окружна болиница која је била смештена у старој и малој дотрајалој згради у крају, који се и дан-данас , по Сулејман-беговом сарају, зове Сарајина, била је мала за све болеснике којима је Фрања Копша желео да помогне. У Словоенији доктор Копша продаје 110 хектара плодне земље. Од тог новца 1886. године саградио је двоспратну болницу. У дворишту зграде је био економат, болница и зграда у којој је живео Копша са својом породицом. Зграду је уступио држави наплаћујући јој кирију. Имала је око 50 постеља.
Трошкове лечења плаћали су болесници, када су били у могућности да плате. За сиромашне болеснике лечење су плаћале њихове општине. Доктор Фрања Копша био је пионир интерне медицине и фтизиологије. Пратио је редовно достигнућа савремене медицине, читао стране часописе и литературу. Најтеже болеснике оболеле од сушице, хоспитализовао је и лечио у својој болници. Обављао је и мање хируршке интервенције, а а морао је бити и акушер.

## Остали доприноси развоју Врањског краја
Радећи у Врањској бањи, лети током сезоне, доктор Фрања Копша је успео да то природно лечилиште модернизује и доведе га на европски ниво. Бањски лековити извори почели су да се користе у лечењу реуматизма захваљујући доктору Фрањи Копши. Копша је у Врању постао и утемељитељ ветеринарске медицине. Био је неуморан. Био је сиротињски добротвор, своју медицинску делатност вршио је углавном бесплатно. Када су богати долазили у ординацију и плаћали два динара за преглед доктор Копша је враћао један динар говорећи „Не, ја не могу да примим више од динара јер сте Ви код мене дошли“. Никада ништа није зарадио, својој супрузи и деци оставио је лепе успомене о себи.
Допремио је први клавир у Врање из Беча. Унапредио је и пољопривреду и пчеларство. Донео нове врсте поврћа у Врање и своје суграђане упознао са тим повртарским културама. Учио их калемљењу ружа и воћа. Значајан је и његов рад на пошумљавању голети Пљачковица, планине изнад Врања.
Доброта присно повезана са скромношћу и спремност да се жртвује ради других доминантне су особине доктора Фрање Копше. Његови савременици и његово огромно хумано дело о томе сведоче. У његовом животу и свестраном раду Хипократова мисао, стара више од две и по хиљаде година да „Добар лекар може бити само добар човек” потврђена је на најлепши и најплеменитији могући начин.